# Lac Septembre
Le lac Septembre est un lac de la Côte-Nord dans le territoire de Lac-au-Brochet au province de Québec au Canada.